# Kiew-Halbinsel
Die Kiew-Halbinsel (bulgarisch полуостров Киев poluostrow Kiew, englisch Kiev Peninsula) ist eine oval geformte, bis zu 35 km breite und überwiegend eisbedeckte Halbinsel an der Westküste der Antarktischen Halbinsel. Sie erstreckt sich zwischen der Flandernbucht im Nordosten und der Beascochea-Bucht im Südwesten. Im Westen trennen Lemaire-Kanal und Penola Strait sie vom Wilhelm-Archipel. Die Nordküste der Halbinsel (östlich des Kap Renard) gehört zur Danco-Küste, die West- und Südküste zur Graham-Küste.
Eine umfassende Vermessung erfolgte 1976 durch britische Geographen. Die bulgarische Kommission für Antarktische Geographische Namen benannte sie 2010 nach der ukrainischen Hauptstadt Kiew, als Reverenz an die nahe (nicht auf der Halbinsel, sondern der Galíndez-Insel) gelegene ukrainische Wernadski-Station.